# كريستيان أوليفيرا (لاعب كرة قدم)
كريستيان أوليفيرا (بالإسبانية: Cristian Olivera) هو لاعب كرة قدم أوروغواياني في مركز الهجوم، ولد في 17 أبريل 2002 في مونتيفيديو في الأوروغواي. لعب مع نادي رينتيستاس.

## وصلات خارجية
- كريستيان أوليفيرا على موقع الدوري الأمريكي (الإنجليزية)
- كريستيان أوليفيرا على موقع قاعدة بيانات كرة القدم.إي يو (الإنجليزية)
- كريستيان أوليفيرا على موقع Soccerway.com (الإنجليزية)
- كريستيان أوليفيرا على موقع عالم كرة القدم.نت (الإنجليزية)